# 카이트서핑
카이트보딩(영어: kiteboarding), 또는 카이트서핑(영어: kitesurfing)은 전용 카이트(연)을 사용하여 보드를 탄 상태에서 수상을 활주하는 수상 스포츠이다. 카이트 보딩은 웨이크 보드처럼 글러브나 롤 등의 책략을 주목적으로하고 프리 라이딩 또는 프리 스타일로 불리며, 카이트 서핑은 서핑과 파도를 타는 것을 주목적으로 하는 것으로 웨이브 라이딩 또는 웨이브 클래스로 불린다.
카이트 보드의 동력은 돛 대신 카이트를 이용하기 때문에, 카이트 세일링라는 호칭을 사용하는 예는 드물지만, 카이트 보드에서 ‘활주’를 ‘항해’라는 표현으로 부르는 경우도 있다.

## 개요
카이트 보드에서 사용하는 주된 추진력은 캐노피의 표면을 바람이 흐르게 함으로써 생기는 양력이며, 5m/s ~ 15m/s의 풍속에 따라 5m² ~ 20m²의 캐노피를 사용한다. 캐노피에 연결된 20m ~ 27m의 라인을 80cm 전후의 컨트롤 막대에 연결하고, 이 컨트롤 막대를 손으로 조작하면서 발로 보드를 조작한다. 최근 도구의 발달로 형태로서는 완성 영역에 들어 가 있다. 경기 인구는 1998년에는 세계에서 30명을 밑돌았었지만, 2006년에는 200,000명이 넘는 것으로 추정되고 있다. 적합한 기상 조건과 지형뿐만 아니라 바람의 힘을 추진력으로 한다는 점에서 윈드 서핑과 겹치기도 하지만, 윈드 서핑 쪽이 상대적으로 강풍 부분적으로 선호하기 때문에 풍속에 따라 모두 즐길 수도 있다. 같은 공간에서 플레이를 할 경우 충돌을 포함한 사고의 위험을 따르지만, 모두를 즐기는 라이더도 존재하고 있다. 기본적으로는 서핑과 윈드 서핑에 우선권이 있는 것을 이해하고 서로 안전하고 좋은 관계를 유지하기위한 교류와 협의가 이루어지고 있지만 해결되지 않은 문제도 많다.

## 장비
카이트 보드에 사용되는 도구는 카이트 보드, 하네스, 잠수복으로 크게 구분할 수 있다.

### 캐노피
캐노피는 패러글라이딩에 이용하는 것과 유사한 소재와 모양이지만, 해상에 낙하할 때 떨어지는 것을 개선하는 등 카이트 보드 전용 소재와 모양으로 발달하고 있다. 날개의 호칭뿐만 아니라 공기가 흐르는 방향을 리딩 엣지, 밑 바람 쪽을 트레이 링 엣지라고 하며, 조작자 쪽을 바텀, 바텀의 반대쪽 면을 서피스, 조작자 측에서 볼 때 왼쪽을 라이트 칩, 조작자 측에서 볼 때 오른쪽을 레프트 칩이라고 부른다. 리딩 에지와 트레일링 에지 이외의 호칭은 일반적으로 배튼이라고 부른다.

## 갤러리

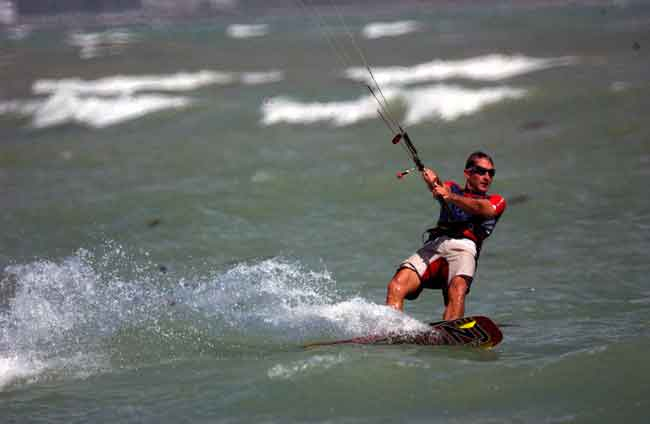
Kitesurfers use power kites hooked into harnesses
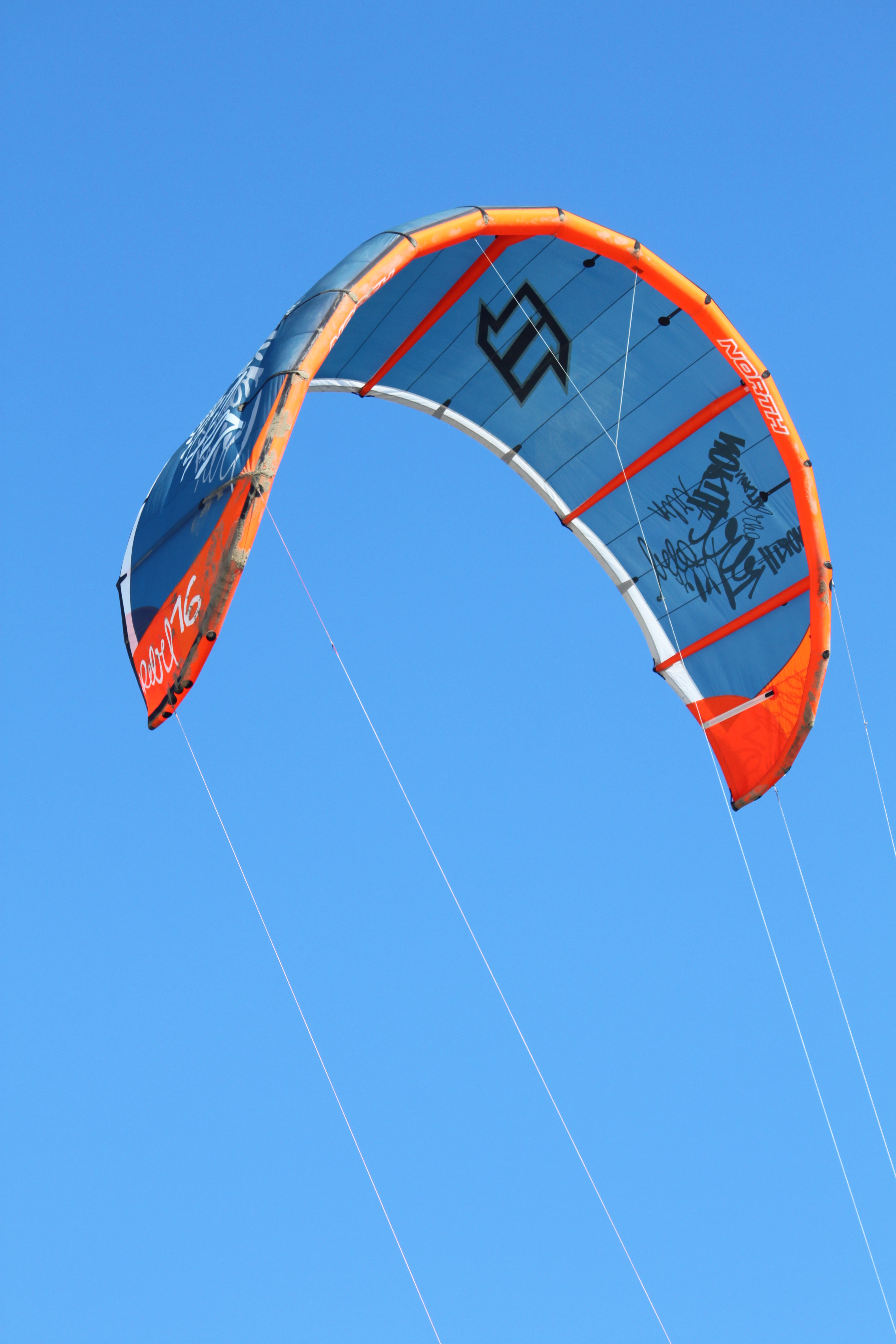
A 'Hybrid' powerkite
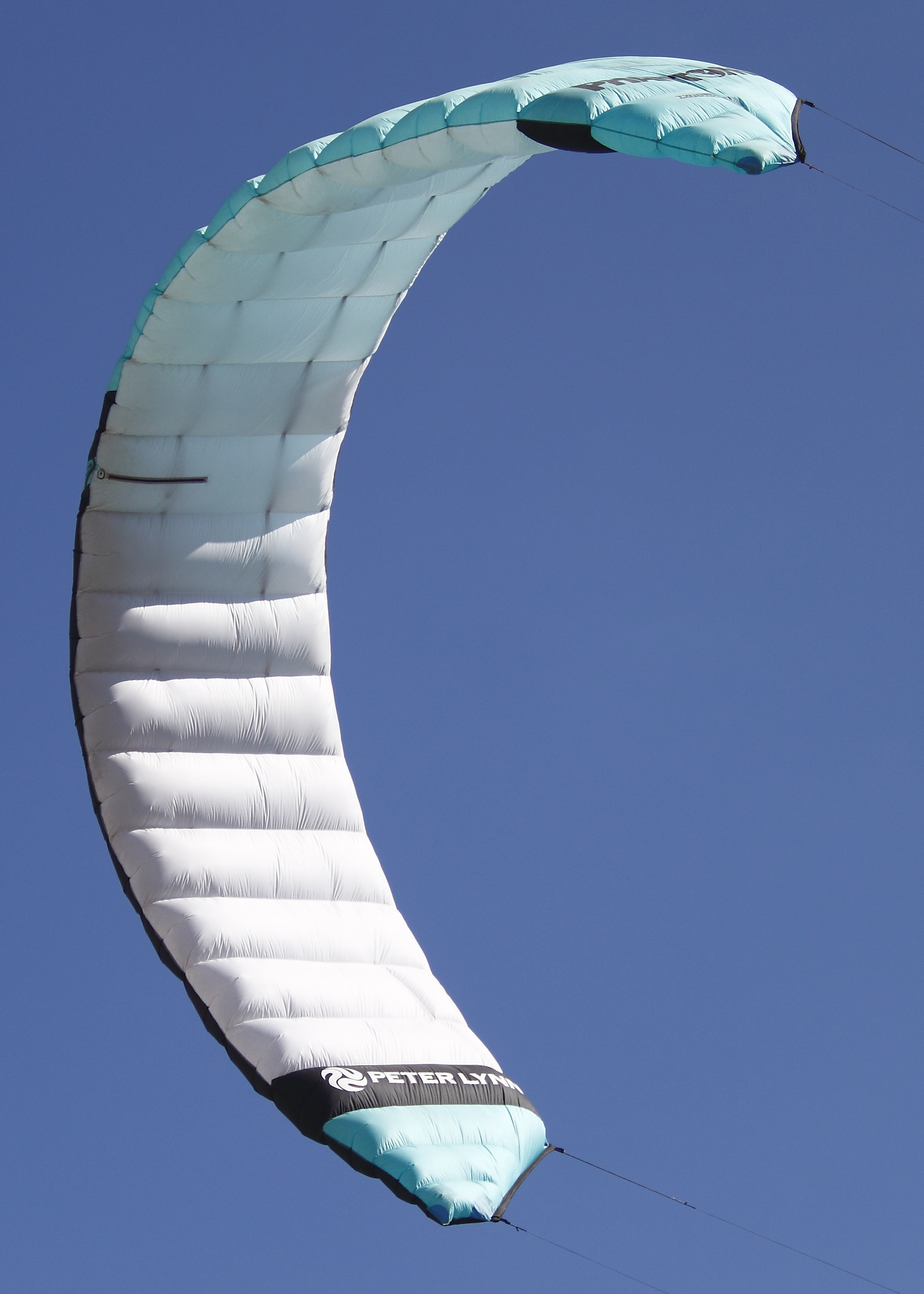
A 'Foil powerkite"
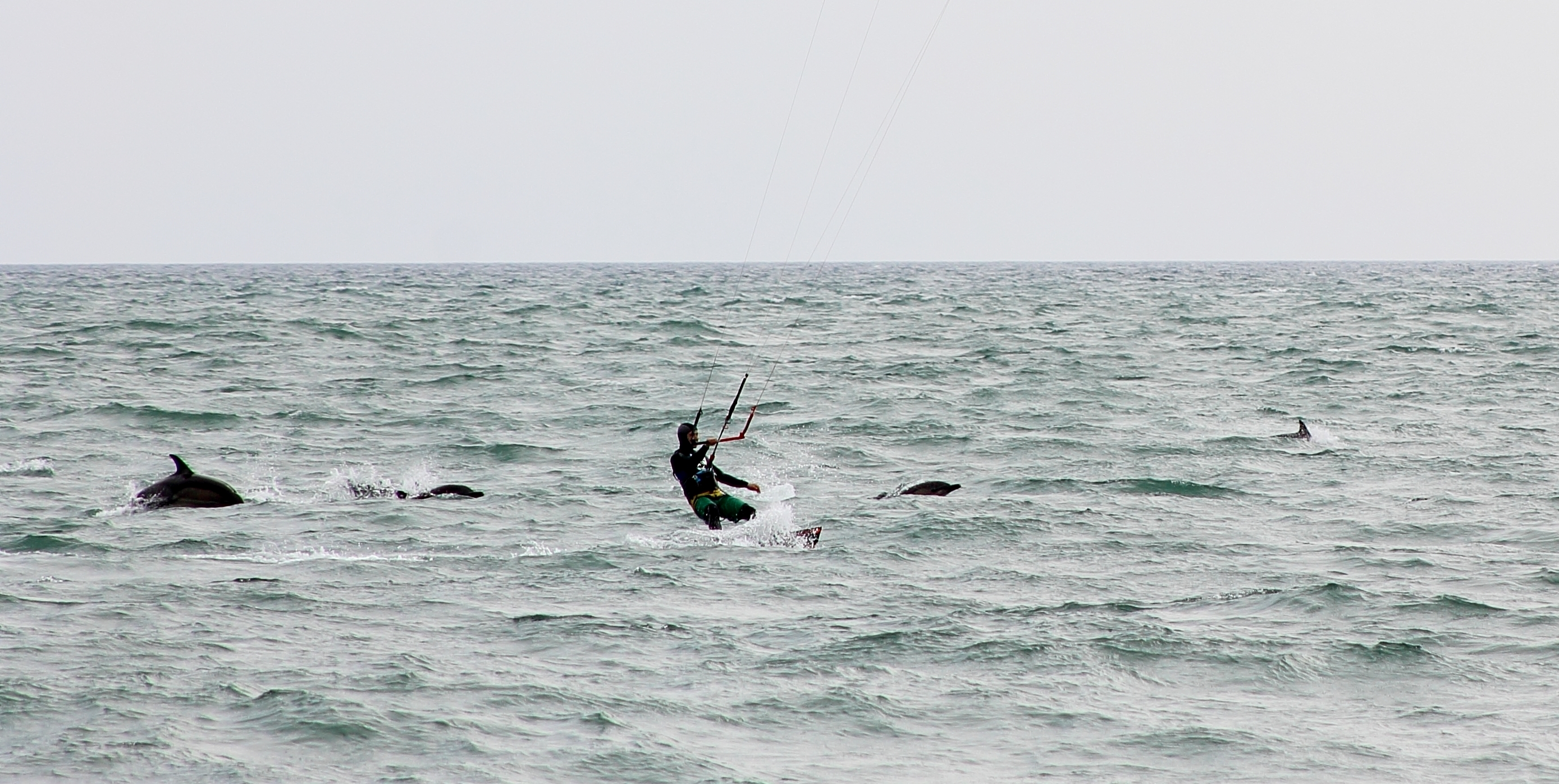
Kitesurfing with endangered Black sea common dolphins off 소치
A new kitesurfer tries his first board start in the lagoon at Los Lances, Tarifa

## 같이 보기
- 스노카이팅